# Arjeplog (đô thị)
Đô thị Arjeplog (tiếng Thụy Điển: Arjeplog kommun) là một đô thị ở hạt Norrbotten của Thụy Điển. Thủ phủ là thị xã Arjeplog.